# Stazione meteorologica di Piacenza Collegio "Alberoni"
La stazione meteorologica di Piacenza Collegio "Alberoni" è la stazione meteorologica di riferimento relativa alla città di Piacenza.
È controllata direttamente dalla Società Meteorologica Italiana.

## Storia
L'osservatorio meteorologico venne istituito nel 1802 da Antonio Mantenga che all'epoca era insegnante presso il Collegio "Alberoni", il cui complesso architettonico risale al Settecento.
Dal 1870 l'osservatorio è ubicato nella parte sommitale del complesso architettonico.
Nel corso della sua storia i dati registrati sono stati forniti a vari enti, tra i quali l'Ufficio Centrale di Meteorologia alla cui rete apparteneva inizialmente la stazione meteorologica, e il Servizio Idrografico Italiano: entrambi gli enti pubblicavano le osservazioni meteorologiche e le statistiche climatiche nei rispettivi annali.
Alla fine degli anni quaranta del Novecento la stazione meteorologica è stata presa come riferimento per la città di Piacenza anche dal Servizio Meteorologico dell'Aeronautica Militare, prima che entrasse in funzione la stazione meteorologica di Piacenza San Damiano presso l'omonima area aeroportuale: il personale addetto all'osservatorio in quel periodo provvedeva all'emissione dei SYNOP a cadenza oraria per l'assistenza alla navigazione aerea.
In epoca più recente, la stazione meteorologica è entrata a far parte della rete del Servizio Idrometeorologico dell'ARPA Emilia-Romagna, con i dati giornalieri pubblicati nei corrispondenti annali idrologici a partire dal 1990. Gli stessi dati registrati dall'osservatorio vengono forniti anche al Consiglio Nazionale delle Ricerche per le analisi climatiche.
Oltre a quello meteorologico, sono presenti anche un osservatorio sismico ed un osservatorio astronomico (quest'ultimo attualmente inattivo in attesa di ristrutturazione).

## Caratteristiche
La stazione meteorologica si trova nell'Italia nord-orientale, in Emilia-Romagna, nel comune di Piacenza, presso il Collegio "Alberoni" ad un'altitudine di 50 metri s.l.m. e alle coordinate geografiche 45°02′05″N 9°43′29″E.

## Dati climatologici 1961-1990
In base alla media trentennale di riferimento 1961-1990, la temperatura media del mese più freddo, gennaio, si attesta a +0,7 °C; quella del mese più caldo, luglio, è di +23,3 °C.
Le precipitazioni medie annue sono di poco superiori ai 700 mm, distribuite mediamente in 79 giorni, con minimi relativi in inverno ed estate, picco in autunno e massimo secondario in primavera.
| Piacenza Collegio Alberoni (1961-1990) | Mesi  | Mesi  | Mesi  | Mesi  | Mesi  | Mesi  | Mesi  | Mesi  | Mesi  | Mesi  | Mesi  | Mesi  | Stagioni | Stagioni | Stagioni | Stagioni | Anno |
| Piacenza Collegio Alberoni (1961-1990) | Gen   | Feb   | Mar   | Apr   | Mag   | Giu   | Lug   | Ago   | Set   | Ott   | Nov   | Dic   | Inv      | Pri      | Est      | Aut      | Anno |
| -------------------------------------- | ----- | ----- | ----- | ----- | ----- | ----- | ----- | ----- | ----- | ----- | ----- | ----- | -------- | -------- | -------- | -------- | ---- |
| T. max. media (°C)                     | 3,7   | 7,1   | 12,6  | 17,2  | 21,9  | 26,2  | 28,9  | 27,9  | 23,7  | 17,0  | 9,8   | 4,9   | 5,2      | 17,2     | 27,7     | 16,8     | 16,7 |
| T. min. media (°C)                     | −2,3  | −0,6  | 3,4   | 7,2   | 11,5  | 15,3  | 17,7  | 17,3  | 14,1  | 9,1   | 3,8   | −0,5  | −1,1     | 7,4      | 16,8     | 9,0      | 8,0  |
| Precipitazioni (mm)                    | 53    | 50    | 63    | 66    | 68    | 53    | 39    | 46    | 58    | 88    | 77    | 60    | 163      | 197      | 138      | 223      | 721  |
| Giorni di pioggia                      | 7     | 6     | 7     | 8     | 8     | 6     | 5     | 4     | 5     | 8     | 8     | 7     | 20       | 23       | 15       | 21       | 79   |
| Eliofania assoluta (ore al giorno)     | 2,7   | 3,9   | 5,2   | 6,6   | 7,5   | 8,8   | 9,7   | 8,9   | 6,9   | 4,8   | 2,6   | 2,5   | 3,0      | 6,4      | 9,1      | 4,8      | 5,8  |
| Vento (direzione-m/s)                  | W 2,6 | E 2,7 | E 2,9 | E 3,0 | E 3,0 | E 2,8 | E 2,7 | E 2,6 | E 2,5 | E 2,5 | W 2,6 | W 2,5 | 2,6      | 3,0      | 2,7      | 2,5      | 2,7  |

## Temperature estreme mensili dal 1878 ad oggi
Nella tabella sottostante sono riportate le temperature massime e minime assolute mensili, stagionali ed annuali dal 1878 ad oggi, con il relativo anno in cui queste sono state registrate.
La temperatura massima assoluta del periodo esaminato di +40,4 °C risale al luglio 1983, mentre la temperatura minima assoluta di -21,0 °C è stata registrata nel febbraio 1929 e nel gennaio 1985.
| Piacenza Collegio Alberoni (1878-2023) | Mesi         | Mesi         | Mesi         | Mesi        | Mesi        | Mesi        | Mesi        | Mesi        | Mesi        | Mesi        | Mesi        | Mesi         | Stagioni | Stagioni | Stagioni | Stagioni | Anno  |
| Piacenza Collegio Alberoni (1878-2023) | Gen          | Feb          | Mar          | Apr         | Mag         | Giu         | Lug         | Ago         | Set         | Ott         | Nov         | Dic          | Inv      | Pri      | Est      | Aut      | Anno  |
| -------------------------------------- | ------------ | ------------ | ------------ | ----------- | ----------- | ----------- | ----------- | ----------- | ----------- | ----------- | ----------- | ------------ | -------- | -------- | -------- | -------- | ----- |
| T. max. assoluta (°C)                  | 22,3 (2007)  | 23,5 (1990)  | 28,1 (2002)  | 30,9 (2011) | 34,8 (2009) | 36,9 (2003) | 40,4 (1983) | 39,7 (2003) | 34,7 (2008) | 31,0 (2023) | 21,4 (1964) | 18,4 (1991)  | 23,5     | 34,8     | 40,4     | 34,7     | 40,4  |
| T. min. assoluta (°C)                  | −21,0 (1985) | −21,0 (1929) | −12,2 (1963) | −4,0 (1929) | −0,6 (1962) | 5,4 (1962)  | 8,0 (1926)  | 7,3 (1924)  | 3,6 (1962)  | −4,0 (1997) | −9,1 (1988) | −16,9 (1887) | −21,0    | −12,2    | 5,4      | −9,1     | −21,0 |